# Anton Korčuk
Anton Vasil'ovyč Korčuk (in ucraino Антон Васильович Корчук?; 4 agosto 2004) è un saltatore con gli sci ucraino.

## Biografia
Ha iniziato la sua carriera internazionale rappresentando l'Ucraina ai Giochi olimpici giovanili invernali di Losanna 2020, in cui completò la gara del trampolino normale al 28º posto.
Ha partecipato a due mondiali juniores tra il 2020 e il 2021. A gennaio 2022, il suo miglior piazzamento personale è stato il 40º posto nella competizione HS100 a Lahti 2021.
Ha debuttato ai campionati mondiali di sci nordico a Oberstdorf 2021.
È stato convocato ai Giochi olimpici invernali di Pechino 2022, classificandosi 52º nel trampolino normale e 56º nel trampolino lungo, in entrambe le discipline eliminato nel turno qualificatorio.